# Covance
Covance Inc.  ist ein US-amerikanisches Auftragsforschungsinstitut, das vor allem im Bereich Planung und Durchführung klinischer Studien agiert. Es ist eines der weltgrößten seiner Art und ist in 20 Ländern vertreten. Hauptsitz des Unternehmens ist Princeton im Bundesstaat New Jersey. In Deutschland ist Covance in München und in Münster ansässig, wo es eines der größten Tierversuchs-Labors Europas betreibt.
Covance entstand 1997 als Ableger der Corning Inc. Die Tochtergesellschaft Covance Research Products Inc. (CRP) in Denver (Pennsylvania) entwickelt Antikörper.

## Geschichte
In den späten 1980er und 1990er Jahren erwarb Corning Incorporated zahlreiche Unternehmen der Arzneimittelentwicklung, deren Ursprünge teilweise bis in die 1940er Jahre zurückgehen. Covance entstand, als Corning Glass Works 1977 die eigene Abteilung für Biowissenschaften ausbaute. Während dieser Zeit erwarb Corning einen kleinen Anteil an Hazleton Laboratories Corp. Dieser Schritt führte 1987 zum vollständigen Erwerb von Hazleton durch Corning, und 1989 schließlich zur Übernahmen des Unternehmens für klinische Prüfungen G.H. Besselaar Associates, sowie 1991 zum Erwerb von SciCor Inc. Diese Unternehmen wurden unter der Tochtergesellschaft Corning Lab Services, Inc. zusammengelegt, die später Microtest, Ltd. aufnahm, ein Zentrum für molekulare Toxikologie. Im Januar 1997 gliederte Corning diese Firmen als zwei börsennotierte unabhängige Unternehmen namens Covance, Inc. und Quest Diagnostics, Inc. aus.
2014 wurde Covance für 6,1 Milliarden US-Dollar von Laboratory Corporation of America Holdings übernommen.
In Deutschland betreibt Covance mehrere Labore für Tierversuche. Insbesondere das Labor in Münster, wo die Teratogenität von Substanzen an Affen geprüft wird, ist in die öffentliche Kritik geraten.

## Schwerpunkt
Der Schwerpunkt des Unternehmens besteht darin, Dienstleistungen für die pharmazeutische und biotechnologische Industrie anzubieten. Als Teil der eigenen klinischen und nichtklinischen Entwicklungsdienste bietet Covance Prüfungen für die Umweltschutz-, Lebensmittel- und Nahrungsmittelergänzungsindustrie sowie kundenspezifische Antikörperprodukte und Dienstleistungen für die neurologische Krankheitsforschung. Zusätzlich bietet es auch zelltypspezifische Marker-Antikörper für die Neurowissenschaft und Produktpaletten sowohl für Alzheimer als auch für Parkinson, sowie einen Antikörper-Onlineshop mit phosphospezifischen und sekundären Antikörpern.
Covance bietet auch Kommerzialisierungsdienste für pharmazeutische, biotechnologische und medizintechnische Unternehmen. Erstattungs- und Beratungsdienste für Gesundheitsökonomie werden durch die eigene Abteilung „Marktzugangsdienste“ bereitgestellt, Zulassungs-Folgedienstleistungen werden durch die Gruppe für Peri-Zulassungsdienste angeboten.
Covances Abteilung für Ernährung bietet Analysedienste für Nahrungsergänzungsmittel und diätetische Ergänzungen. 2009 verkündeten Covance und Kellogg, dass Covance analytische Chemie-, Mikrobiologie- und Beständigkeitstestungen für Kellogg-Produkte durchführen wird, eine Geschäftsvereinbarung mit geschätztem Wert von 42 Millionen US$.

## Expansion
In den letzten Jahren setzte Covance die eigene Expansion mit dem Erwerb von Unternehmen der Arzneimittelentwicklung fort. Vor allem erwarb Covance im August 2005 GFI Clinical Services, eine 80-Betten-Firma für Klinische Pharmakologie von West Pharmaceutical Services, Inc., um die 1. Phase des Unternehmens für Angebote in klinischer Forschung auszuweiten.
Im Mai 2006 erwarb Covance auch Signet Laboratories, Inc., ein Anbieter monoklonaler Antikörper, die in der Erforschung von Krebs, Infektionskrankheiten und neurodegenerativen Krankheiten benutzt werden. Am 6. August 2008 erwarb Covance in Greenfield, Indiana für 50 Millionen US$ eine Einrichtung aus den Anfängen der Arzneimittelentwicklung von Eli Lilly. Mit einem auf 1,6 Milliarden US$ geschätzten Vertrag wird Covance in den folgenden 10 Jahren Dienstleistungen zur Arzneimittelentwicklung für Eli Lilly bereitstellen. Covance wird auch anderen pharmazeutischen und biotechnologischen Kunden am Standort Greenfield Dienste anbieten. Covance wird den Besitz des Standorts und die Tätigkeiten am oder um den 1. Oktober 2008 aufnehmen.
Zum 19. Februar 2015 wurde Covance durch LabCorp übernommen.

## Kritik

### Labor Münster
Aufsehen erregte Ende 2003 ein von der ZDF-Sendung Frontal21 ausgestrahlter Beitrag über die Haltungsbedingungen von Versuchstieren, die vom Journalisten Friedrich Mülln im Auftrag der British Union for the Abolition of Vivisektion im Labor Münster über 5 Monate verdeckt recherchiert und aufgenommen wurden. In dem Beitrag war unter anderem zu sehen, wie Angestellte halbanästhesierte Makaken anschrien und beschimpften sowie sie an den Händen tanzen ließen oder Körperteile der narkotisierten Tiere im Takt der Radiomusik bewegten. Unter anderem die Verhaltensforscherin Jane Goodall bezeichnete die Lebens- und Haltungsbedingungen der Primaten als inakzeptabel.
Covance erwirkte im Januar 2004 eine einstweilige Verfügung gegen die Ausstrahlung, woraufhin ein längerer Rechtsstreit und eine öffentliche Diskussion über die Pressefreiheit und die Rechtmäßigkeit verdeckter Videoaufnahmen folgte. Mülln konnte sich letztendlich durchsetzen und sein Videomaterial sowie der Frontal21 Beitrag durften weiterhin verbreitet werden.
Bärbel Höhn, damalige Umweltministerin von Nordrhein-Westfalen, erwirkte nach der Veröffentlichung des Videos Ermittlungen der Staatsanwaltschaft Münster gegen Covance und verantwortliche Mitarbeiter. Es wurde angekündigt, dem Labor in Münster die Haltung von Primaten zu untersagen, sollte es berechtigte Vorwürfe geben. Die Staatsanwaltschaft Münster hat im Februar diese Ermittlungen und weitere Ermittlungsverfahren aus verschiedenen Strafanzeigen mangels hinreichenden Tatverdachts eingestellt.
Im Jahr 2019 wurden in Deutschland pro Jahr an etwa 3000 Affen Tierversuche vorgenommen, davon etwa 2000 bei Covance in Münster. Der Verein Ärzte gegen Tierversuche wirft Convance antiquierte Tierversuchsforschung vor und geht gegen das Unternehmen mit einer Online-Petition, einer öffentlichen Demonstration im November 2019, und Podiumsdiskussionen vor.

### Labor Vienna (Virginia)
PETA filmte in den Jahren 2004 und 2005 verdeckt in einem Covance Labor in Vienna (Virginia) und dokumentierte ähnliche Haltungsbedingungen von Versuchstieren wie in Münster. Die Ergebnisse dieser Dokumentationen veranlassten das Landwirtschaftsministerium der Vereinigten Staaten Ermittlungen gegen Covance aufzunehmen. Nach den Ermittlungen wurde Covance verpflichtet, verschiedene nicht öffentlich gemachte Probleme zu beheben und eine Strafe von 8.720 US-Dollar zu zahlen um einen Prozess zu verhindern. Convance verklagte daraufhin PETA 2005 in den USA und in Großbritannien. In den USA musste PETA sämtliches Videomaterial an Covance übergeben, in Großbritannien unterlag Covance und PETA durfte das Videomaterial weiterverwenden.

### Folgen
Friedrich Mülln erhielt für seinen langjährigen mutigen Einsatz gegen Massentierhaltung und andere Tierquälereien  und insbesondere für seinen erfolgreichen Rechtsstreit mit Covance um die Meinungsfreiheit den Preis für Zivilcourage der Solbach-Freise-Stiftung.
Covance reagierte auf die Kontroversen und Kritik mit einem sich selbst auferlegten Verhaltenskodex für das Unternehmen und seine Mitarbeiter.